# 29 mars 1971
Le lundi 29 mars 1971 est le 88e jour de l'année 1971.

## Naissances
- Alexandre Brasseur, acteur français
- Attila Csihar, chanteur hongrois
- Bijou Kat, femme politique congolaise
- Christoph Mauch, triathlète professionnel suisse
- Franck Rizzetto, footballeur et entraineur français
- Georgios Kassapidis, homme politique grec
- Haider Ackermann, créateur français de prêt-à-porter
- Hidetoshi Nishijima, acteur japonais
- Jason Firth, hockeyeur sur glace canadien
- Jose Castro, styliste espagnol
- Kim Mi-jung, judokate sud-coréenne
- Lara Logan, journaliste et correspondante de guerre sud-africaine
- Michael-Leon Wooley, acteur américain
- Robert Gibbs, premier porte-parole de la Maison-Blanche sous la présidence de Barack Obama
- Veljko Uskoković, joueur de water-polo yougoslave

## Décès
- Hermann zu Leiningen (né le 4 janvier 1901), membre de la noblesse allemande

## Événements
- Révélation par le lieutenant William Calley du massacre en 1968 de tout un village vietnamien (massacre de Mỹ Lai).
- Draft NBA 1971